# Hugo Raudsepp

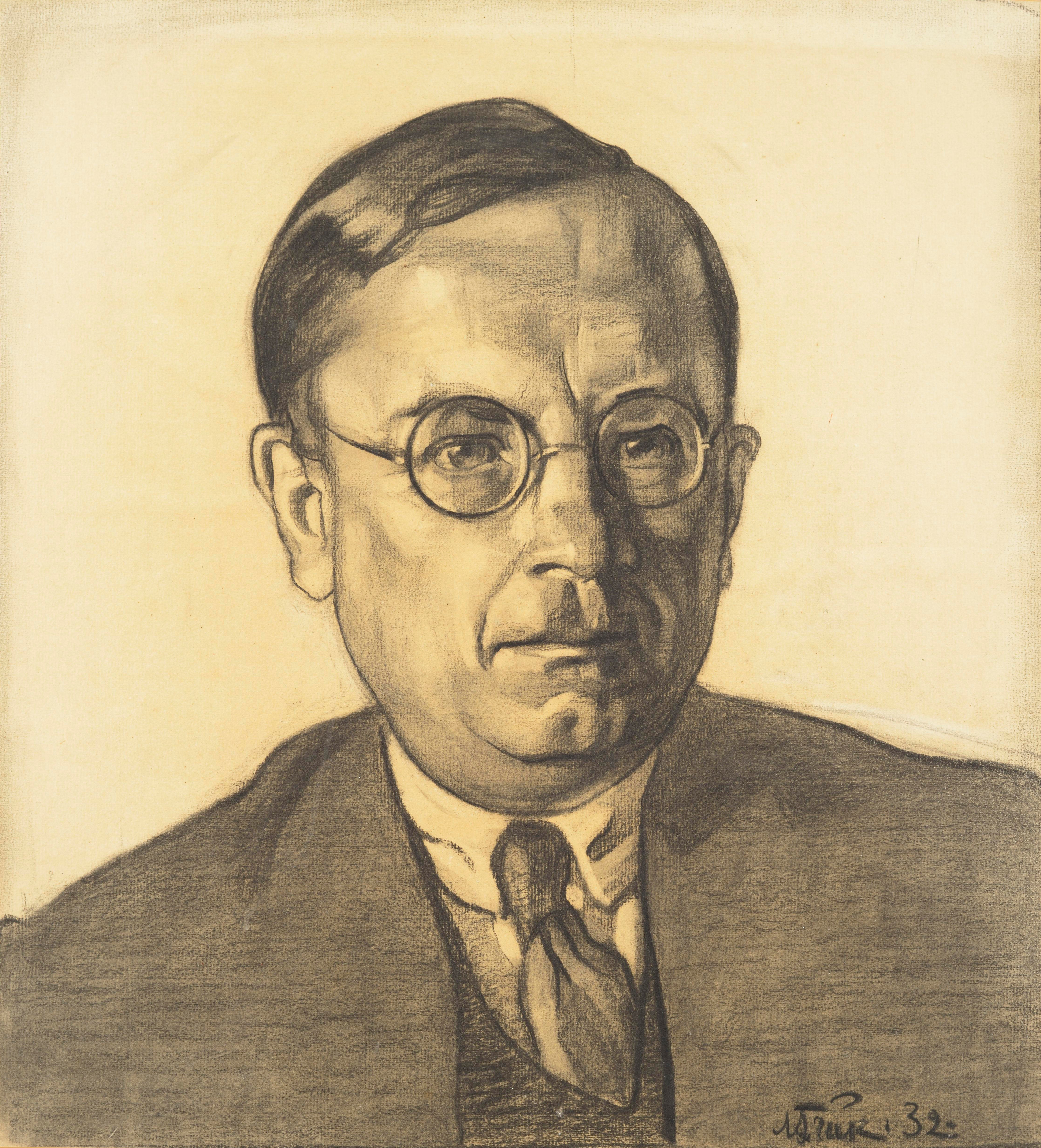
Hugo Raudsepp (N. Triik, 1932)

Hugo Raudsepp, właściwie Viktor Paul Hugo Raudsepp, pseudonim Milli Mallikas (ur. 10 lipca 1883 w Vaimastvere, zm. 15 września 1952 w obwodzie irkuckim) – estoński dramatopisarz, prozaik, eseista. 
Absolwent studiów w Tartu. Autor m.in. komedii Vaheliku vapustused (pl. Niedole parobka) oraz biografii Maita Metsanurka, a także nowel, powieści i esejów. Zmarł w 1952 roku w łagrze koło Irkucka.